# Meirionnydd
Meirionnydd var ett distrikt i grevskapet Gwynedd, i Wales. Detta distrikt hade 32 900 invånare år 1992. Distriktet upprättades den 1 april 1974 genom att stadsdistrikten Bala, Barmouth, Dolgellau, Ffestiniog och Tywyn slogs ihop med landsdistrikten Deudraeth, Dolgellau och Penllyn. Det avskaffades 1 april 1996 och blev en del av Caernarfonshire and Merionethshire.